# Rapsòdia sobre temes moldaus
Rapsòdia sobre temes moldaus (en rus Рапсодия на молдавские темы, Rapsodia na moldavskie temi), op. 47 núm. 1, fou composta per Mieczysław Weinberg el 1949. Es va representar per primera vegada sota la direcció d'Aleksandr Gauk el 30 de novembre de 1949 durant un Ple de la Unió de Compositors Soviètics a Moscou. Té una durada d'uns 12 minuts.
L'op. 47/1 és la versió original de la Rapsòdia per a orquestra. L'op. 47/3 és la versió per a orquestra i violí, que David Óistrakh en va ser el primer i més brillant intèrpret. Aquesta versió es va interpretar la nit abans de l'arrest del compositor. L'op. 47/2, però, no és la versió per a violí i orquestra, coneguda però perduda, sinó una peça completament diferent, Melodies poloneses per a orquestra; igual que l'op. 47/4, que es reserva per a la Serenata per a orquestra. Segons Fanning: «No se sap per què Weinberg va decidir agrupar aquestes obres, però certament és el cas que diverses altres obres d'aquesta època van romandre inèdites i sense número d'opus».

## Origen i context
Després de la Jdànovxtxina de 1946, la repressió de persones i organitzacions jueves a l'URSS va augmentar de manera alarmant. La Sinfonietta núm. 1 havia aconseguit certa rehabilitació per al compositor després de la seva primera interpretació el desembre de 1948, malgrat el seu llenguatge clarament jueu. No obstant això, la situació de Weinberg era d'incertesa perquè algunes de les seves obres havien estat incloses en una llista negra oficiosa (la famosa Prikaz núm. 17). Per aquest motiu, Weinberg va presentar a la Unió de Compositors la poc complexa Rapsòdia sobre temes moldaus. El títol es pot considerar com una mena de camuflatge del material temàtic per a dissimular el veritable sentit de la seva nova obra, que té arrels tant a Moldàvia com en la cultura de la part jueva de la població del país. La mare de Weinberg era de Chișinău, la capital del que aleshores era Bessaràbia, en aquell moment formava part de l'Imperi Rus, i que més tard es convertiria en la República Soviètica de Moldàvia, ara la República de Moldàvia Probablement, Weinberg va suposar que els funcionaris del partit no serien prou cultes per adonar-se'n, i així va ser. També és veritat que la direcció soviètica estava promovent la diversitat nacional de llenguatges musicals.
El ric folklore musical de Bessaràbia estava profundament influenciat per la gran comunitat jueva de la regió, fet que es reflecteix en les nombroses inflexions jueves presents en el llenguatge musical de la Rapsòdia de Weinberg. La semblança amb la Rapsòdia romanesa núm. 1 de George Enescu, composta el 1901, no és una mera coincidència, ja que Enescu també era originari de Moldàvia, concretament de la part que actualment pertany a Romania.
El nou secretari general de la Unió de Compositors, Tíkhon Khrénnikov, que havia lloat la Sinfonietta, va expressar una opinió ambivalent: «Un aspecte negatiu d'aquesta obra temperamental i magistralment orquestrada és el caràcter una mica superficial del tractament dels temes folklòrics moldaus; la part inicial, lenta, de la Rapsòdia no semblava molt convincent i no estava prou desenvolupada». Miaskovski també va mostrar algunes reserves i va escriure que l'obra era «picant, però d'alguna manera no del tot desenvolupada». Els temes tampoc sonen molt diferent del que va compondre el georgià Aram Khatxaturian en aquell moment, un compositor respectat pel règim tot i que també va ser denunciat.